# Port lotniczy Port-Gentil
Port lotniczy Port-Gentil (IATA: POG, ICAO: FOOG) – międzynarodowy port lotniczy położony w Port Gentil. Jest to drugi co do wielkości port lotniczy Gabonu.

## Linie lotnicze i połączenia
| Linia Lotnicza                | Kierunek                        |
| ----------------------------- | ------------------------------- |
| Afrijet                       | 1. Libreville                   |
| Equaflight                    | 1. Pointe-Noire                 |
| Nationale Regionale Transport | 1. Libreville 2. Oyem           |
| Tropical Air Gabon            | Czartery: 1. Libreville 2. Onal |